# Виталијан
Флавије Виталијан (латински: Flavius Vitalianus; умро 520) је био византијски војсковођа.

## Биографија
Рођен је у Залдапи у Доњој Мезији (данашња Бугарска). Мајка му је била сестра Македонија II, цариградског патријарха. Виталијан је остао упамћен по побуни коју је 513. године подигао против византијског цара Атанасија I. Цар је подржавао мијафизите насупрот халкедонском хришћанству кога је исповедао Виталијан. Сем тога, Атанасије је спровео пореске реформе које су биле непопуларне у Царству те се Виталијану прикључио велики део војске и сељака. Генерал преузима власт у Тракији и угрожава сам Цариград. Након почетних неуспеха, Атанасије је покушао са преговорима. Тек 515. године Атанасије је прикупио довољно снага и угушио побуну. Виталијан се скривао све до Атанасијеве смрти 518. године. Нови цар, Јустин I, био је веран халкедонском хришћанству. Јустин је амнестирао Виталијана и прогласио га конзулом. Преговорима са папством окончао је вишедеценијски Акакијев раскол. Виталијан је умро 520. године.